# Онкель Томс Хютте
«Онкель Томс Хютте» (нем. Onkel Toms Hütte) — станция Берлинского метрополитена. Расположена на линии U3, между станциями «Оскар-Хелене-Хайм» и «Крумме Ланке». Станция расположена между улицами Аргентинише Аллее (нем. Argentinische Allee) и Вильскиштрассе (нем. Wilskistraße).

## История
Станция открыта 22 декабря 1929 года в составе участка «Тильплац» — «Крумме Ланке» и расположена в районе Берлина Штеглиц-Целендорф. Проектное название станции — «Фишталь» (нем. Fischtal). Своё название станция получила по расположенным неподалёку гостинице и ресторану, которые принадлежали американцу по имени Том, и в обиходе назывались местными жителями «Хижина дяди Тома» по одноимённому роману. Кафе с таким названием было построено в 1885 году и снесено в 1979 году.

## Архитектура и оформление
Станция наземная, имеет два выхода и окружена с обеих сторон одноэтажными зданиями торгового комплекса. Первоначально станция была построена по проекту архитектора Рудольфа Отто Залвисберга, вестибюли — по проекту Альфреда Гренандерса. Станция освещается дневным светом, попадающим через стеклянную крышу, накрывающую посадочную платформу.